# Campeonato de Austria de hockey sobre patines
El Campeonato de Austria de hockey sobre patines es una competición que se disputa a nivel nacional en Austria anualmente, desde 1992. En este campeonato participan los únicos cuatro clubes austriacos inscritos en la Federación Austriaca de Patinaje (ORSV).
El campeonato austriaco es complementario a la competición de liga que disputa cada club. Ante el hecho de que con solamente cuatro clubes federados no es posible disputar un campeonato nacional que abarque la duración de la temporada, y cada uno de los clubes austriacos participa en la competición de liga del país vecino más cercano a su sede:
- RHC Dornbirn (Provincia de Vorarlberg). Participa en las competiciones de liga y copa de Suiza.
- RHC Wolfurt (Provincia de Vorarlberg). Participa en las competiciones de liga y copa de Suiza.
- RHC Villach (Provincia de Carintia). Participa en las competiciones de liga y copa de Italia.
- URH Feldkirch (Provincia de Vorarlberg). Participa en las competiciones de liga y copa de Alemania.

Desde 2013 al dejar de participar el URH Feldkirch ocupa su lugar el RHC Dornbirn B, equipo que milita en la segunda categoría de la liga suiza. Tras no disputarse el campeonato en 2020 a causa de la pandemia del Covid-19, en 2021 se incorporó un quinto equipo a la competición, el RHC Wolfurt B, también participante en la segunda categoría suiza.

## Historial
| Ed.    | Año  | Tabla de clasificaciones | Tabla de clasificaciones | Tabla de clasificaciones | Tabla de clasificaciones |
| Ed.    | Año  | Campeón                  | Subcampeón               | Tercer clasificado       | Cuarto clasificado       |
| ------ | ---- | ------------------------ | ------------------------ | ------------------------ | ------------------------ |
| I      | 1992 | RHC Villach              |                          |                          |                          |
| II     | 1993 | RHC Villach              |                          |                          |                          |
| III    | 1994 | RHC Villach              |                          |                          |                          |
| IV     | 1995 | RHC Wolfurt              |                          |                          |                          |
| V      | 1996 | RHC Wolfurt              |                          |                          |                          |
| VI     | 1997 | RHC Villach              |                          |                          |                          |
| VII    | 1998 | VAS Villach              | RHC Wolfurt              | RHC Dornbirn             | RHC Wolfurt B            |
| VIII   | 1999 | RHC Villach              | RHC Dornbirn             | RHC Wolfurt              | ---                      |
| IX     | 2000 | RHC Dornbirn             | RHC Wolfurt              | RHC Villach              | Skate Factory Wien       |
| X      | 2001 | RHC Wolfurt              |                          |                          |                          |
| XI     | 2002 | RHC Dornbirn             | RHC Wolfurt              | RHC Villach              | URH Feldkirch            |
| XII    | 2003 | RHC Dornbirn             | RHC Wolfurt              | RHC Villach              | URH Feldkirch            |
| XIII   | 2004 | RHC Dornbirn             |                          |                          |                          |
| XIV    | 2005 | RHC Dornbirn             |                          |                          |                          |
| XV     | 2006 | RHC Dornbirn             |                          |                          |                          |
| XVI    | 2007 | RHC Wolfurt              |                          |                          |                          |
| XVII   | 2008 | RHC Dornbirn             |                          |                          |                          |
| XVIII  | 2009 | RHC Dornbirn             | RHC Villach              | RHC Wolfurt              | URH Feldkirch            |
| XIX    | 2010 | RHC Dornbirn             | RHC Wolfurt              | RHC Villach              | URH Feldkirch            |
| XX     | 2011 | RHC Dornbirn             | RHC Wolfurt              | RHC Villach              | URH Feldkirch            |
| XXI    | 2012 | RHC Dornbirn             | RHC Wolfurt              | RHC Villach              | URH Feldkirch            |
| XXII   | 2013 | RHC Dornbirn             | RHC Villach              | RHC Wolfurt              | RHC Dornbirn B           |
| XXIII  | 2014 | RHC Villach              | RHC Dornbirn             | RHC Dornbirn B           | RHC Wolfurt              |
| XXIV   | 2015 | RHC Wolfurt              | RHC Dornbirn             | RHC Villach              | RHC Dornbirn B           |
| XXV    | 2016 | RHC Dornbirn             | RHC Wolfurt              | RHC Villach              | RHC Dornbirn B           |
| XXVI   | 2017 | RHC Dornbirn             | RHC Wolfurt              | RHC Villach              | RHC Dornbirn B           |
| XXVII  | 2018 | RHC Dornbirn             | RHC Wolfurt              | RHC Villach              | RHC Dornbirn B           |
| XXVIII | 2019 | RHC Wolfurt              | RHC Dornbirn             | RHC Villach              | RHC Dornbirn B           |
| XXIX   | 2021 | RHC Wolfurt              | RHC Dornbirn             | RHC Villach              | RHC Dornbirn B           |
| XXX    | 2022 | RHC Dornbirn             | RHC Wolfurt              |                          |                          |
| XXXI   | 2023 | RHC Wolfurt              | RHC Dornbirn             | RHC Dornbirn B           | RHC Wolfurt B            |